# علی رفیعی علامرودشتی
علی رفیعی علامَرودشتی (زاده ۲ اردیبهشت ۱۳۳۰ – درگذشته ۵ تیر ۱۴۰۲) نویسنده، کتاب‌شناس، مصحح و محقق در حوزه فقه و اصول، علوم حدیث، رجال، تاریخ و تراجم و عضو دائرةالمعارف بزرگ اسلامی بود.

## زندگی‌نامه
علی رفیعی علامرودشتی در سال ۱۳۳۰ در علامرودشت فارس دیده به جهان گشود. وی دوران مکتب و ابتدایی را در علامرودشت گذارند و سپس برای ادامه تحصیل به شهرهای شیراز و نجف مهاجرت کرد. در سال ۱۳۵۰ به ایران بازگشته و در حوزه علمیه قم زیر نظر آیت‌الله اصفهانی، آیت‌الله گلپایگانی، مرعشی نجفی و وحید خراسانی، اصول فقه، تفسیر و کلام را فراگرفت.
علی رفیعی علامرودشتی سال‌های پیش از پیروزی انقلاب اسلامی در زادگاهش، مبارزاتی علیه رژیم پهلوی داشته و چندین بار توسط ساواک دستگیر شد. وی بعد از انقلاب به کار تدریس در دانشگاه و تربیت معلم مشغول شد و در کنار تدریس به کار تحقیق و پژوهش پرداخت و آثار زیادی را تألیف کرد. بنیاد دائرةالمعارف اسلامی، دائرةالمعارف بزرگ اسلامی، دائرةالمعارف تشیع، کتابخانه آیت‌الله مرعشی نجفی، مرکز دائرةالمعارف اسلام ترکیه، دائرةالمعارف فلسطین، دائرةالمعارف ادب فارسی، مرکز دارالحدیث، مرکز دائرةالمعارف امام خمینی و مرکز ترجمه قرآن از مراکزی هستند که وی در امور پژوهشی با آن‌ها همکاری داشته‌است.
علی رفیعی علامرودشتی از مرداد ۱۳۸۸ تا کنون به دلیل سکته مغزی در بستر بیماری به سر می‌برد.
مراسم بزرگداشت این پژوهشگر اردیبهشت ماه ۱۳۹۴ در بیست و هشتمین نمایشگاه بین‌المللی کتاب تهران همزمان با رونمایی از کتاب «شیفتگان کتاب» (شامل مقالات علی رفیعی در مجله میراث شهاب) برگزار شد. در مرداد ۱۳۹۵ نیز با برگزاری مراسم بزرگداشتی در مرکز معلولان قم (از مراکز توانبخشی وابسته به بیت آیت‌الله سیستانی) و رونمایی از کتاب «رفیعی‌نامه» که دربارهٔ زندگی‌نامه و کارنامه علی رفیعی منتشر شده‌است، از وی تجلیل شد. وی در ۵ تیرماه ۱۴۰۲ دیده از جهان فروبست.

## آثار

### کتاب‌ها
۱- فقیه فرزانه: زندگی‌نامه آیت الله سیدمرتضی فقیه مبرقع، (نویسنده) زبان: فارسی، سال چاپ: ۱۳۸۸، ناشر: کتابخانه عمومی آیت‌الله العظمی مرعشی نجفی
۲- مستدرک شهداء الفضیله، (محقق) زبان: فارسی، سال چاپ: ۱۳۸۳
۳- عشق و ایثار، درنگی در کارنامه زندگی استاد علامه محمدباقر محمودی، (نویسنده مقدمه)، زبان: فارسی، سال چاپ: ۱۳۸۳، ناشر: صبح صادق
۴- صیغ العقود لاکثار القنود، (محقق) زبان: عربی، سال چاپ: ۱۳۸۰
۵- تذکرة الشعراء مطربی سمرقندی، (مصحح) زبان: عربی، سال چاپ: ۱۳۷۷، ناشر : انتشارات میراث مکتوب
۶- تاریخ و جغرافیا و رجال علمی و ادبی علامرودشت، (نویسنده) زبان: فارسی، سال چاپ: ۱۳۷۵
۷- کتاب گیلان، (جمع‌آوری کننده) زبان: فارسی، سال چاپ: ۱۳۷۴
۸- دائرةالمعارف اسلامیه اردن، (نویسنده) زبان: عربی، سال چاپ: ۱۳۷۴
۹- درآمدی بر دائرةالمعارف کتابخانه‌های جهان، (نویسنده) زبان: فارسی، سال چاپ: ۱۳۷۴
۱۰- مستدرک دانشمندان آذربایجان، (محقق) زبان: فارسی، سال چاپ: ۱۳۷۴
۱۱- دانشمندان گمنام خوی و سلماس، (محقق) زبان: فارسی، سال چاپ: ۱۳۷۴
۱۲- دیوان شعر آیت‌الله سید احمد فالی، (محقق) زبان: فارسی، سال چاپ: ۱۳۷۳
۱۳- تشیع، (نویسنده) زبان: فارسی، سال چاپ: ۱۳۷۳
۱۴- بر ستیغ نور، (نویسنده) زبان: فارسی، سال چاپ: ۱۳۷۳
۱۵- الهاشمیات، (محقق) زبان: فارسی، سال چاپ: ۱۳۷۱
۱۶- ریاض الجنه میرزا حسن زنوزی، (محقق) زبان: عربی، سال چاپ: ۱۳۷۰
۱۷- آئیین‌نامه‌ها و مقررات تحصیلات غیررسمی کشور، (نویسنده) زبان: فارسی، سال چاپ: ۱۳۶۳
۱۸- تاریخچه پیدایش مکتب‌خانه‌ها و مدارس کلاسیک در ایران، (نویسنده) زبان: فارسی، سال چاپ: ۱۳۶۲
۱۹- تاریخچه پیدایش مطبوعات فارسی، (نویسنده) زبان: فارسی، سال چاپ: ۱۳۶۲
۲۰- پیروزی قدس، (نویسنده) زبان: فارسی، سال چاپ: ۱۳۵۹
۲۱- سیر مطالعات موضوعی، (نویسنده) زبان: فارسی، سال چاپ: ۱۳۵۹
۲۲- شکست پیلداران، (نویسنده) زبان: فارسی، سال چاپ: ۱۳۵۹
۲۳- نظام سیاسی اسلام، (نویسنده) زبان: فارسی، سال چاپ: ۱۳۵۸
۲۴- تاریخ‌مندی سوسیالیسم و نقدی بر مارکسیسم، (نویسنده) زبان: فارسی، سال چاپ: ۱۳۵۸
۲۵- داستان حضرت موسی علیه‌السلام، (مترجم) زبان: فارسی، سال چاپ: ۱۳۵۸
۲۶- قرض‌الحسنه، (نویسنده) زبان: فارسی، سال چاپ: ۱۳۵۸
۲۷- مشیخه‌نویسی در جهان اسلام به ویژه در شیعه، (نویسنده) زبان: فارسی، وضعیت چاپ: چاپ نشده
۲۸- تاریخ نیشابور، (نویسنده) زبان: فارسی، وضعیت چاپ: چاپ نشده
۲۹- شیفتگان کتاب، (نویسنده) زبان: فارسی، وضعیت چاپ: چاپ نشده
۳۰- وراقان در تاریخ اسلام، (جمع‌آوری کننده) زبان: فارسی، وضعیت چاپ: چاپ نشده
۳۱- زندگینامه مؤذنان در تاریخ اسلام، (نویسنده) زبان: فارسی، وضعیت چاپ: چاپ نشده
۳۲- شهاب شریعت، (نویسنده) زبان: فارسی، ناشر: کتابخانه بزرگ حضرت آیت الله العظمی مرعشی نجفی (ره)، سال جاپ: ۱۳۷۲
۳۳- زندگینامه سید مرتضی علم‌الهدی معروف به شریف مرتضی، (نویسنده) زبان: فارسی، وضعیت چاپ: چاپ نشده
۳۴- رجال و بزرگان سیراف، (نویسنده) زبان: فارسی، وضعیت چاپ: چاپ نشده
۳۵- رجال و بزرگان فال، (نویسنده) زبان: فارسی، وضعیت چاپ: چاپ نشده
۳۶- زندگینامه مفصل حضرت آیت‌الله العظمی مرعشی نجفی (ره)، (نویسنده) زبان: فارسی، وضعیت چاپ: چاپ نشده

### مقالات
۱- بیش از صد مقاله در باب موضوعات تاریخی، جغرافیایی، رجالی، حدیثی، قرآنی و اصطلاحات در مجلدات اول تا یازدهم دائرةالمعارف بزرگ اسلامی
۲- بیش از ده مقاله در باب موضوعات و اصطلاحات قرآنی برای دانشنامه جهان اسلام و ایران که بیشتر آن‌ها در حروف (ب) است.
۳- چندین مقاله در باب رجال و تاریخ برای دائرةالمعارف فلسطین
۴- بیش از ۳۰ مقاله در باب تاریخ، جغرافیا، و رجال حدیث که در جلد پنجم دائرةالمعارف اسلامیة الکبری، به عربی، چاپ و منتشر شده‌است. این دائرةالمعارف ترجمه دائرةالمعارف بزرگ اسلامی به عربی است.
۵- چندین مقاله برای دائرةالمعارف بزرگ ایران که جلد اول آن ۱۳۸۴ شمسی چاپ شده‌است.
۶- بیش از صد مقاله در باب اصطلاحات قرآنی، عرفان و فرق شیعی که در مجلدات سوم به بعد دائرةالمعارف تشیع چاپ شده و چندین مقاله دیگر در همان موضوعات برای مجلدات دیگر دائرةالمعارف تشیع.
۷- بیش از هفتاد مقاله در باب ادب فارسی و شرح حال شعرای جنوب ایران و فارس و شاعران آسیای میانه و شعرای معاصر بخش علامرودشت و شعرای فال و دشتی و دشتستان، برای دانشنامه ادب فارسی که حدود ۶۰ مقاله آن در مجلد یکم تا چهارم چاپ شده‌است.
۸- چند مقاله در زمینه تاریخ، جغرافیا و رجال ایران برای دائرةالمعارف اسلام در ترکیه، که در مجلدات چهارده به بعد منتشر خواهد شد. این دائرةالمعارف به زبان ترکی و حروف لاتین چاپ می‌گردد و ده جلد آن تا کنون انتشار یافته‌است.
۹- بیش از صد مقاله در زمینه‌های: دائرةالمعارف‌نویسی و تاریخچه آن در اسلام و جهان و ایران، نقد و معرفی کتاب؛ کتاب و کتابداری در اسلام، طبقه‌بندی علوم در اسلام، معرفی دائرةالمعارف بزرگ اسلامی، پیدایش و تاریخچه مطبوعات فارسی در ایران، تاریخچه کتابخانه‌ها در اسلام و جهان در ایران، وقف کتاب در تاریخ اسلام و موضوعات دیگری که در مجلات و روزنامه‌های نشر دانشگاهی، تحقیقات تاریخی وابسته به مؤسسه مطالعات وزارت فرهنگ و آموزش عالی، مجله کرانه، مجله وقف میراث جاویدان وابسته به سازمان اوقاف و امور خیریه، مجله طلایه وابسته به بنیاد پانزده خرداد، مجله فرهنگ وابسته به وزارت فرهنگ و ارشاد اسلامی، مجله آینه پژوهش وابسته به دفتر تبلیغات اسلامی حوزه علمیه قم، مجله بینات وابسته به مؤسسه امام رضا (ع) در قم، روزنامه اطلاعات، فصلنامه میراث اسلامی وابسته به کتابخانه آیت‌الله مرعشی نجفی در قم، فصلنامه میراث مکتوب و برخی از نشریات دیگر که چاپ و منتشر شده‌اند.
۱۰- چندین مقاله که به کنگره‌های: شیخ مفید در قم، دائرةالمعارف فقه اسلامی در قم، کتاب و کتابداری آستان قدس رضوی در مشهد، کنفرانس فرهنگ و تمدن اسلامی در تهران، شیخ انصاری در قم و کنگره ملا حسینقلی همدانی در همدان، کنگره علامه مجلسی در اصفهان، کنگره فیض‌الاسلام در اصفهان و برخی کنگره‌های دیگر در ایران و خارج از ایران مثل ایتالیا چاپ و منتشر شده‌اند.
۱۱- اصطلاحات قرآنی، زبان: فارسی، چاپ شده در: دانشنامه جهان اسلام و ایران بیش از ده مقاله
۱۲- الرحلة الاصفهانیه آیت الله العظمی مرعشی نجفی (ره)، زبان: عربی، چاپ شده در: پنج بخش در فصلنامه میراث شهاب از سال ششم شماره یک (پیاپی ۱۹) سال هفتم شماره ۳ و ۴
۱۳- الرحلة الشیرازیة آیت الله العظمی مرعشی نجفی (ره)، زبان: فارسی، چاپ شده در: فصلنامه میراث شهاب سال پنجم شماره اول (پیاپی ۱۵)
۱۴- الرحله السامرائیه آیت الله العظمی مرعشی نجفی (ره)، زبان: عربی، چاپ شده در: فصلنامه میراث شهاب سال پنجم
۱۵- پیدایش نقابه‌الاشراف در تاریخ اسلام، زبان: عربی، چاپ شده در: کنگره‌ای در ایتالیا عرضه شده‌است و در گنجینه شهاب جلد دوم ص ۹–۵۰ چاپ شده‌است.
۱۶- رجال و تاریخ، وضعیت چاپ: چاپ نشده، زبان: فارسی
و سلسله مقالات دیگری که در مجلات و نشریات گوناگون چاپ شده‌است.